# Temalangeni Dlamini
Temalangeni Mbali Dlamini (geboren am 16. Juli 1987 in Mbabane) ist eine eswatinische Sprinterin. Sie vertrat Swasiland bei den Olympischen Sommerspielen 2008 in Peking, wo sie bei der Eröffnungsfeier Fahnenträgerin des Landes war. Dlamini trat im 400-Meter-Lauf der Frauen an, wo sie im siebten und letzten Vorlauf mit einer Zeit von 59,91 Sekunden den letzten Platz belegte. Ihr bestes Ergebnis erzielte sie bei den Weltmeisterschaften 2007 in Osaka, Japan, mit einer persönlichen Bestzeit von 58,27 Sekunden.